# Ozza Mons
Ozza Mons és un volcà inactiu que està a prop de l'equador del planeta Venus.
Es van descobrir quatre punts de referència de superfície temporalment variables a la zona de ruptura de Ganiki Chasma, propera als volcans Ozza Mons i Maat Mons l'any 2015, el que suggereix una activitat volcànica actual. Tanmateix, interpretar aquests tipus d'observacions des de dalt de la capa dels núvols és un repte.